# 17 Hippies
17 Hippies ist eine vielköpfige Berliner Band, die auf überwiegend akustischen Instrumenten Musikstile aus aller Welt mit Rock- und Popmusik verbindet.

## Stil
Ihre Musik ist eine Mischung osteuropäischer Melodien und Rhythmen mit französischem Chanson, Americana, Anleihen aus Filmmusik, Jazz und Pop. Ihr Repertoire ist teilweise instrumental. Gesungen wird auf Deutsch, Französisch, Englisch und Hessisch.

## Geschichte

### Die Anfänge (1995–2000)
Inspiriert durch die Begegnung mit Musik aus Osteuropa nach der Wende und Reisen in die USA und Irland fragte Christopher Blenkinsop seine Musikerfreunde Carsten Wegener, Kristin Sauer (Kiki), Lutz Graf-Ulbrich (Lüül) und Reinhard Lüderitz (Koma), ob sie gemeinsam ein Repertoire an einfach zu spielenden Stücken auf akustischen Instrumenten erlernen wollen. Bis 1996 stießen u. a. Antje Henkel, Dirk Trageser, Elmar Gutmann und Henry Notroff zu ihnen. Sie veranstalteten öffentliche Proben, die sich zu regelmäßigen Konzerten alle zwei Wochen bei freiem Eintritt, den Hippie-Haus-Tänzen entwickelten. Aufnahmen aus dem Café Bellevue in Moabit, dem Motorschiff Pik As in Kreuzberg und dem Franz-Club im Prenzlauer Berg, sowie dem Beat-Studio sind auf ihrem ersten Album Rock’n’Roll 13 zu hören. Der Hippie-Haus-Tanz findet bis heute mit Gästen im Kesselhaus der Kulturbrauerei im Prenzlauer Berg statt. 1997 versuchten sie den Weltrekord für die meistgespielten Live-Konzerte innerhalb von 24 Stunden aufzustellen, um ins Guinness-Buch der Rekorde zu kommen. Sie gaben siebzehn Konzerte an siebzehn Spielstätten in Berlin.
1998 wurde die Gruppe zum South by Southwest (SXSW) Festival nach Austin, Texas, eingeladen. Mit über 30 Musikern, u. a. Uwe Langer, Jakob Ilja (Element of Crime) und Harald Großkopf und Freunden fuhren sie in die USA und gaben Konzerte in Texas und Louisiana. Sie traten in Austin im Radio KUT bei John Aielli auf, spielten zur Eröffnung des Festivals vor Nick Lowe, mit der Band Bad Livers im Scholz Beer Garden und in der Satellite Lounge in Houston, Texas, vor der Band Brave Combo.
Im selben Jahr spielten sie mehrere Konzerte in Paris auf der Fête de la Musique u. a. im Le Divan du monde. 1999 folgte die Veröffentlichung des zweiten Albums Wer ist das?, das live im Berliner Prater aufgenommen wurde und, wie auch schon das erste Album, beim bandeigenen Label Hipster-Records veröffentlicht wurde. Über den Kontakt von Ari Boulogne nahm das französische Label Buda Musique die Gruppe unter Vertrag und brachte in Frankreich eine Kompilation beider Alben unter dem Namen Berlin Style heraus.
Seit 2000 mieten sie eine Etage in der Kulturbrauerei, in der sie bis heute ein Tonstudio, ihr Label und den Tyfoo Musikverlag betreiben. Volker Rettmann (Kruisko) und Kerstin Kaernbach wurden Bandmitglieder. Im selben Jahr drehte der WDR einen einstündigen Dokumentarfilm über die Gruppe, der auf Arte ausgestrahlt wurde.

„Die 17 Hippies sind im besten Sinne „independent“, also von der Musikindustrie unabhängig: sie verlegen, vertreiben und vermarkten sich in Eigenregie. Lediglich für bestimmte Aufgaben, beispielsweise Booking, Promotion oder Tourmanagement, arbeitet die Band mit Externen, etwa mit Agenturen zusammen.“

Sie veröffentlichten zwei Notenbücher mit dem Titel 17 Hippies Realbook (in Anlehnung an das Real Book) mit Stücken aus ihrem Repertoire zum selber spielen.

### Eine feste Bandbesetzung formiert sich (2001–2006)
2001 traten die 17 Hippies zum zweiten Mal auf der Abschlussgala der Berlinale im Roten Rathaus auf. Der Regisseur Andreas Dresen sah sie hier und engagierte sie für den Soundtrack zum Film Halbe Treppe, in dem sie auch als Band zu sehen sind. Für den Abspann des Films komponierten sie ihren ersten eigenen Song Mad Bad Cat. Anfang Dezember präsentierte die Band den Soundtrack live. Bei dem Konzert spielten Andreas Dresen und Axel Prahl, ein Hauptdarsteller des Films, mit der Band mit. Im selben Jahr spielten die 17 Hippies als Hausband bei der Verleihung des Europäischen Filmpreises 2001 im neu eröffneten Berliner Tempodrom.
2002 gewann Halbe Treppe den Silbernen Bären in der Kategorie Großer Preis der Jury auf der Berlinale. Zahlreiche weitere Preise folgten. In diesen Jahren spielte die Gruppe Konzerte und Tourneen u. a. in Deutschland, der Schweiz, in Amsterdam, Budapest, Moskau, Prag, Wien und immer wieder in Frankreich.
In Frankreich erschien das Album Sirba. Es setzt sich zusammen aus Stücken des Albums Wer ist das? und des Soundtracks zum Film Halbe Treppe, sowie zwei Eigenkompositionen, darunter der Titel Marlène, der über Monate in der Playlist vom französischen Radiosender France Inter gespielt wurde.
Um eine gleichberechtigte Beteiligung der Musiker an den Band-Einnahmen zu erreichen, entwickelten die 17 Hippies zu dieser Zeit eine alternative Vergütungsstruktur, das 17 Hippies Punktesystem. Für Aktivität und Zeitaufwand (beispielsweise Konzerte und Proben) werden Punkte vergeben und alle selbstkomponierten Werke wurden unter dem gemeinsamen Pseudonym Max Manila bei der Gema gemeldet. Alle Einnahmen, u. a. Gagen und Auszahlungen von Verwertungsgesellschaften, werden seither nach diesem System an alle Teilnehmenden des Systems verteilt.
2003 spielten sie in dem ZDF Fernsehfilm Tigeraugen sehen besser die Band des Hauptdarstellers Christoph Waltz. Musik ihrer ersten beiden Alben machen einen Großteil der Filmmusik aus. Die 17 Hippies erlangten dadurch einen größeren Bekanntheitsgrad in Deutschland.
Im Juni desselben Jahres traten sie zum ersten Mal in der Radiosendung Le pont des artistes bei Radio France Inter auf. Die Radiopräsenz von Marlène machte die 17 Hippies auch in Frankreich einem breiteren Publikum bekannt.
Unter dem Titel 17 Hippies play Sexy Ambient Hippies veröffentlichte die Band ein Album mit einem Live-Mitschnitt eines Konzertes auf dem Popdeurope Festival 2002 im Haus der Kulturen der Welt. Dieses Projekt mit Live-Sampling, DJ und Electro-Musikern hatten sie u. a. bereits 1999 im Batofar in Paris und 2001 an den Münchner Kammerspielen live aufgeführt.
Gemeinsam mit der französischen Band Les Hurlements d’Léo aus Bordeaux spielte die Gruppe im Sommer des Jahres sechs Titel unter dem Namen Hardcore Trobadors ein. Erste gemeinsame Konzerte fanden in Moskau statt.
2004 entstand das erste Studioalbum Ifni, für das sie mehr eigene Stücke komponierten. Im selben Jahr schrieben sie die Musik für das Theaterstück Kasimir und Karoline von Ödön von Horváth in der Inszenierung von Andreas Dresen für das Deutsche Theater Berlin, in der sie auch als Darsteller auftraten. In Frankreich wurde Hardcore Trobadors bei dem französischen Wagram Label veröffentlicht. Gemeinsam mit Les Hurlements d’Léo waren sie auf Frankreich-Tournee (u. a. beim Festival Francofolies). Im September traten sie bei Jazz im Zelt in Mainz auf. Das Konzert wurde aufgezeichnet und vom Fernsehsender 3sat ausgestrahlt. Am 19. Dezember wurde vom WDR in Köln für Funkhaus Europa ein Konzert der 17 Hippies mit den Gästen Marc Ribot und Jakob Ilja aufgezeichnet.
In 2005 war die Band durchgehend auf Tournee in Deutschland, Frankreich und der Schweiz. Im Herbst produzierten sie die Zirkusrevue Irrlichter mit jungen Artisten des Zirkus Cabuwazi mit dem Schweizer Regisseur Christoph Mörikhofer.
2006 begleiteten sie in Tokyo die Solo Performance Katalog des Großstadtlebens des japanischen Schauspielers Issey Ogata und spielten Konzerte in Frankreich, den Niederlanden, Spanien, Tschechien und regelmäßig am Deutschen Theater Kasimir und Karoline. Zu ihrem 10-jährigen Bandjubiläum veröffentlichten sie das Album Live in Berlin (eine Konzertaufzeichnung aus Berlin, mit DVD und CD).

### Hinwendung zu eigenen Songs (2007–2013)
Im Frühjahr 2007 veröffentlichten sie ihr zweites Studioalbum Heimlich, das als erstes Album der Band auch in den USA und Kanada erschien, wo sie im selben Jahr auf Tournee gingen. Sie spielten u. a. im September im Kennedy Center in Washington und im Dezember mit der Band Tinariwen im Olympia in Paris. Im April 2008 traten sie mit Dominique Horwitz, der Marlène singt, im Rahmen der Herz Kinder Gala in der Komischen Oper, Berlin auf. Es folgten Tourneen in Algerien, den USA, Europa, erste Konzerte in der Volksrepublik China, sowie als Hausband bei der Verleihung des Grimme-Preises. Anlässlich des 60-jährigen Bestehens Israels gaben sie gemeinsame Konzerte mit der Band Boom Pam. Am Vorabend des französischen Nationalfeiertags am 14. Juli gaben sie ein Konzert auf der Place de la Bastille in Paris.
Ende des Jahres nahmen sie das Studioalbum El Dorado (mit den Songs Adieu und El Dorado) auf, das im Januar 2009 weltweit erschien. In diesem Jahr gaben die 17 Hippies mehr als 120 Konzerte in 15 Ländern, u. a. im Januar auf der Mountain Stage in Morgantown, West Virginia, im Mai auf dem Bürgerfest vor dem Brandenburger Tor in Berlin, auf der WOMAD in Charlton Park, England und auf dem Schleswig-Holstein Musik Festival. Sie spielten u. a. auch in China, zwei Mal in den USA, Kanada, Israel und Jordanien und im Oktober im ausverkauften Théâtre de la Ville in Paris.
Für den Soundtrack zum Film Whisky mit Wodka von Andreas Dresen steuerten sie ihre Version des Tangos Por una cabeza von Carlos Gardel bei und spielen in einer Szene im Film ein Tanzorchester in den 20er Jahren. Ab diesem Jahr spielt Daniel Cordes (Danda) statt Wegener am Kontrabass mit. Auch 2010 waren sie ausgedehnt auf Tournee, u. a. vermehrt in Spanien.
Im Frühjahr 2011 wurden die 17 Hippies zur WOMAD in Australien und Neuseeland eingeladen. Sie spielten u. a. erneut im Théâtre de la Ville (Paris) und im August auf dem Festival du Bout du Monde im bretonischen Crozon.
2012 waren sie mit ihrem elften Album Phantom Songs (mit den Songs Across Waters und Jolies Filles), das von J. D. Foster koproduziert wurde, weiter international auf Tour. Höhepunkt ihrer diesjährigen Konzertsaison waren Auftritte in Chihuahua in Nord Mexiko u. a. in Juárez, im September.
In dem Kurzfilm Ihr Brief zur Hochzeit, der in diesem Jahr erschien, begleiten sie in einer Szene Corinna Harfouch, die das Lied Solitaire vom El Dorado Album live singt.
Vor dem von Arte aufgezeichneten Auftritt bei der Grande Fête Populär 2013 auf der Place de la Bastille in Paris, gaben Blenkinsop und Kiki Sauer ein Interview in der Radiosendung Chanson Boum von Hélène Hazera bei France Culture. Eine Woche später spielten sie bei der Grande Fête Populär in Berlin, ein Konzert mit Les Ogres de Barback vor dem Brandenburger Tor.
Im selben Jahr veröffentlichten sie ihr Album für Kinder, Titus träumt. Hierfür nahmen sie Instrumentalstücke aus ihrem Repertoire neu auf und versahen diese mit neuen Liedtexten.

### Die Band orientiert sich neu (2014–2019)
2014 veröffentlichten die 17 Hippies mit Biester ihr 13. Album. Zum ersten Mal nutzten sie ausgiebig Schlagwerk und jeder Titel wurde mit einem anderen Perkussionisten eingespielt (u. a. Aly Keïta, Harald Großkopf, Max Weissenfeldt und Romain Vicente), der danach mit der Band auf Tour ging. Sie gaben Konzerte u. a. in Ungarn, Frankreich (z. B. auf dem Festival Le grand soufflet) und zum 20. Mal beim Festival Musicalarue in Luxey (südlich von Bordeaux), der Schweiz, und Spanien – (u. a. auf dem Mercat de Música Viva de Vic bei Barcelona). Mit dem Album waren sie bis Ende 2015 auf Tournee.
Zu ihrem 20-jährigen Jubiläum Anfang 2016, veröffentlichten sie das Best-of-Album Anatomy und das Bonus-Album Metamorphosis, auf dem befreundete Musiker aus aller Welt ihre Stücke spielen (u. a. Les Ogres de Barback und Mars Red Sky aus Frankreich, Marc Ribot aus den USA, Bandabardò aus Italien, de Kift aus den Niederlanden und Stefan Stoppok aus Deutschland).
Sie veröffentlichen ein drittes Notenbuch mit dem Titel 17 Hippies Realbook, Band 3 und eine zweite überarbeitete Auflage ihrer ersten beiden Bände in einem Band.
Bis Ende 2017 waren sie auf Jubiläums-Tour und spielten u. a. zum zweiten Mal auf dem Schleswig-Holstein Musik Festival und zum sechsten Mal auf dem Festival am Schluss in Thun (Schweiz) als Hausband.
Im November 2018 veröffentlichten sie das Album Kirschenzeit in Anspielung auf den Chanson Le Temps des cerises aus der Zeit der Pariser Kommune. Bis Ende 2019 waren sie mit dem Album unterwegs durch Deutschland und Frankreich. Unter anderem gingen sie zum zweiten Mal auf dem Burg-Herzberg-Festival und zum 15. Mal im Kasseler Kulturzelt auf die Bühne.

### Seit 2020
Da der Konzertbetrieb während der COVID-19-Pandemie nicht stattfand, bauten die 17 Hippies 2020 ihr eigenes Tonstudio aus und arbeiteten u. a. an einem zweiten Best-of-Album für das 25-jährige Bandjubiläum mit dem Titel 9.000 Nächte. Als auch die für das Frühjahr 2021 geplante Tour abgesagt werden musste, weiteten sie die Arbeit an dem Album aus und entwickelten eine interaktive Musik-App. Sie machten die Filmmusik für den Dokumentarfilm Brauereien am Prenzlauer Berg, für den Blenkinsop auch einen Wortbeitrag gab. Der Film lief wiederholt in der Reihe Geheimnisvolle Orte im RBB Fernsehen und auf Phoenix.
Im Dezember gaben sie, nach der längsten Spielpause ihrer Geschichte, zwei Konzerte, bei denen Lüül entschieden hatte, nicht mitzuspielen. Die auf das Frühjahr 2022 verschobene Tour musste erneut abgesagt werden. Ende des Jahres veröffentlichten sie das interaktive App-Album 9.000 Nächte für iPhone und Android. Sie erweiterten ihre 17 Hippies Realbooks durch eine Playalong App, auf der 60 von ihnen eingespielte Stücke ihres Repertoires mitgespielt werden können. Bis zum Sommer 2024 waren die 17 Hippies mit 10 Musikern auf 9.000 Nächte Tour. Im Juni 2024 brachten sie in Zusammenarbeit mit dem Gefängnistheater aufBruch die Dreigroschenoper von Bertolt Brecht und Elisabeth Hauptmann, mit der Musik von Kurt Weill in eigenem Arrangement auf die Bühne. Gemeinsam mit dem Gefangenenensemble der Berliner Justizvollzugsanstalt Tegel führten sie die Oper live im Gefängnishof auf. Am 3. Oktober eröffnete die Band das Festival Saison allemande 2024 in Laval (Frankreich) mit einem Konzert. Anfang Oktober veröffentlichten sie mit Das Model eine Coverversion des Kraftwerk-Hits, als erste Single ihres Albums Clowns & Angels, das im Februar 2025 erschien. Nach der Frühjahrstour im selben Jahr folgte das Gründungsmitglied Reinhard Lüderitz (Koma) auf Knut Hagedorn am Schlagzeug.

## Sideline-Projekte

### 17 Hippies play Guitar
Am 19. Dezember 2004 wurde im Rahmen von Funkhaus Europa in Köln vom WDR ein Konzert mit den Gitarristen Marc Ribot und Jakob Ilja (Element of Crime) aufgezeichnet. 2006 wurde das Konzert unter dem Titel 17 Hippies play Guitar auf CD veröffentlicht.

### 9.000 Nächte App
Ende 2022 veröffentlichte die Band eine erste Version einer von ihnen selbst entwickelten App, die es den Hörern erlaubt, eigene Mischungen dreier musikalisch kongruenten Versionen des 9.000 Nächte Albums zu erstellen. Das Album selbst ist ein Best Of zum 25-jährigen Bandjubiläum mit 17 überarbeiteten Versionen bereits veröffentlichter Stücke. Die beiden parallel anliegenden Alben wurden vom schwedischen Electro DJ Pat Skog aka Agaric und vom Berliner Filmmusiker Klaus Wagner aufgenommen.

### Hardcore Trobadors
Gemeinsam mit der Band Les Hurlements d’Léo aus Bordeaux spielte das Ensemble im Sommer 2003 in Berlin sechs Titel ein, die unter dem Namen Hardcore Trobadors in Frankreich als Maxi-CD veröffentlicht wurde. Höhepunkt dieser Zusammenarbeit waren Konzerte in Moskau und im Jahr 2004 eine gemeinsame Frankreich-Tournee.

### Metamorphosis
Metamorphosis ist ein Projekt der 17 Hippies im Stil einer musikalischen Stillen Post. Seit 2014 werden Musiker eingeladen, bereits veröffentlichte Titel der Band zu bearbeiten. Dabei sind sie sowohl in der Auswahl der Stücke, als auch in der Art ihrer Bearbeitung frei. Die Band gibt das so entstandenen Musikstück an einen zweiten Künstler weiter, der wiederum frei ist das Stück weiter zu bearbeiten. Die so entstanden Titel werden von den 17 Hippies veröffentlicht.
Mitwirkende des 2016 veröffentlichten ersten Metamorphosis Albums (nach Zusammenarbeit geordnet): Bayou Seco und Andreas Uhlmann, I Mati und Paul Brody, Moe Jaksch und Elyas Khan, The Beez und Johannes Leis, Stoppok und Sören Birke, de Kift und Uzi Feinermann, Jan Schade und Chris Lastelle, John Kennedy und Carsten Dane, Yuriy Gurzhy und Tunji Beier, Uri Kinrot und Blake Worrell, Banda Bardo und Aris Doryono, Dong West und Andreas Albrecht, Les Ogres de Barback und Marc Ribot, Mars Red Sky und Gefangene der JVA Tegel.

### Sexy Ambient Hippies
Seit 1997 finden unregelmäßig Konzerte mit DJs und Electro-Musikern unter dem Namen Sexy Ambient Hippies statt. Das Konzert am 31. August 2002 im Haus der Kulturen der Welt wurde aufgezeichnet und unter dem Titel 17 Hippies play Sexy Ambient Hippies 2003 veröffentlicht. Beteiligt sind u. a. Carsten Dane, Johannes Leis und Robert Cummings (Sampling).

## Das 17 Hippies Realbook
Das 17 Hippies Realbook ist eine Notensammlung traditioneller Melodien und eigener Stücke aus dem Repertoire der Band. Der Name entstand in Anlehnung an das Real Book und soll Musikern ermöglichen, Melodien und Akkorde leicht nachzuspielen. Zu den Realbooks 1 und 2, die seit 2014 in einem Band zusammengefasst erscheinen und 45 traditionelle Stücke beinhalten, veröffentlichte die Band 2016 Band 3. Seit 2014 sind Mitspielversionen (auch Playalong, Playback, Minus-One genannt) von 60 Stücken online. Die 17 Hippies Realbooks erscheinen bei Tyfoo Musikverlag GmbH.

## Weitere Musiker der Band

### Gelegentlich mitwirkende Musiker
Carsten Wegener, Kontrabass, singende Säge (seit 1995), Harald Großkopf, Percussion (seit 1998), Henry Notroff, Klarinette (seit 1996), Jakob Ilja, E-Gitarre, Mandoline (seit 1997), Johannes Leis, Saxophon, Querflöte (seit 2002), Jürgen Schäfer (Speedy), Kontrabass (seit 1999), Michael Jaksch (Moe), Kontrabass, Zither (seit 1997)

### Ehemalige Band-Musikerinnen und -Musiker
Alexander Roesler, Bratsche (1996–2001),
Andreschka Großmann, Posaune (1996–2001, † 2022),
Ania-Clarissa Gilles, Geige (1997–1999),
Anna-Katharina Kaufmann, Geige (2000–2004),
Bernhard Kuppke, Geige (1996–2004, † 2015),
Daniel Friedrichs, Geige, Mandoline (2004–2023),
Elmar Gutmann, Trompete (1996–2019),
Frank Schneider, Balalaika (1997–2005),
Guido Kensbock, Gitarre (2001–2002),
Jens Domberg, Posaune, Tuba (1999–2004),
Johannes Kevenhörster, Klarinette (2003–2009),
Jürgen Michelly (Meduli), Bühnenbau, Geige (1996–2024, † 2024),
Katja Bruisch, Geige (2000–2002),
Kerstin Kaernbach, Bratsche, Geige, Singende Säge (2003–2023),
Knut Hagedorn, Schlagzeug (2019–2025),
Lüül, Banjo, Gitarre (1995–2020),
Niall Keppie, Saxophon (1996–1997),
Petra Rosemann, Drehleier, Percussion, Gesang (1997–2001),
Romain Vicente, Schlagzeug (2014–2019),
Silke Volland (Frau Schmitt), Geige (2002–2006),
Ulrike Lau (Rike), Cello (1996–2011),
Werner Lützow, Tuba (1999–2005).

## Veröffentlichungen

### Alben
- 1997: Rock’n’roll 13, CD, Rent a Poet
- 1998: Texas Radio, MC, Rent a Poet
- 1999: Wer ist das?, CD, Rent a Poet
- 2002: Soundtrack zum Film Halbe Treppe, CD, Rent a Poet
- 2004: Ifni, CD, Rent a Poet
- 2006: Live in Berlin/The Greatest Show on Earth, CD, DVD, Hipster Records
- 2007: Heimlich, CD & LP, Hipster Records
- 2009: El Dorado, CD & LP, Hipster Records
- 2011: Phantom Songs, CD, Hipster Records[36]
- 2013: 17 Hippies für Kinder – Titus träumt, CD, Hipster Records
- 2014: Biester, CD & LP, Hipster Records
- 2018: Kirschenzeit, CD & LP, Hipster Records
- 2022: 9000 Nächte, App für iPhone und Android, Hipster Records
- 2025: Clowns & Angels, CD (Limited), Hipster Records

### Compilationen
- 1999: Berlin Style, CD, Buda Musique (Paris)
- 2002: Sirba, CD, Buda Musique (Paris)
- 2004: Ifni Ifni, CD, Buda Musique (Paris)
- 2013: 17 Hippies chantent en français, CD, Buda Musique (Paris)
- 2016: Anatomy, CD, Hipster Records
- 2023: 9000 Nächte, Digital, Hipster Records

### Sideline Alben
- 2003: 17 Hippies play Sexy Ambient Hippies, CD, Rent a Poet
- 2004: Hardcore Trobadors, Maxi-CD, Wagram (mit Les Hurlements de l'Léo)
- 2006: 17 Hippies play Guitar, CD, Hipster Records
- 2016: Metamorphosis, CD, Hipster Records

### Realbook Audio
- 2017: Play-Along Realbook 1 & 2, mp3 CD, Hipster Records

### 17 Hippies Realbooks
- 2016: Realbook, Band 1 & 2 – in einem Band (3., überarbeitete Auflage), Tyfoo Musikverlag, Berlin
- 2016: Realbook, Band 3 (2., überarbeitete Auflage), Tyfoo Musikverlag, Berlin

### Sonstige Notenbücher
- 1999: 17 Hippies für Kinder, Tyfoo Musikverlag, Berlin
- 2017: 17 Hippies für Klavier mit Laszlo Moldvai, Tyfoo Musikverlag, Berlin

### Film- und Bühnenmusiken (Auszüge)
- 2001: Miststück: | Kurzfilm von Randa Chahoud
- 2001: Planet Music | Arte-Musikfilm von Kathrin Kramer
- 2002: Boran | Kinofilm von Alexander Berner
- 2002: Halbe Treppe | Kinofilm, Regie: Andreas Dresen
- 2003: Tigeraugen sehen besser | ZDF-Spielfilm von Thomas Nennstiel
- 2004: 17 Hippies – Live | 3sat, Konzertaufzeichnung
- 2005: Irrlichter | Ein Stück für Kinder, mit Artisten des Circus Cabuwazi
- 2006: Kasimir und Karoline | Deutschen Theater in Berlin, Regie: Andreas Dresen
- 2008: 17 Hippies & ein Zirkus | TV-Dokumentation, Regie: Ania Bothe
- 2009: Whisky mit Wodka | Kinofilm, Regie: Andreas Dresen
- 2010: Piano in a Factory | Kinofilm, Regie: Zhang Meng
- 2011: Wayang Bangau | Ein Schattenspiel nach Kalif Storch von Herlambang Bayu Aji und Christopher Blenkinsop
- 2021: Die Brauereien am Prenzlauer Berg | Dokumentation in der Reihe Geheinissvoll Orte (RBB), Regie: Maria Wischnewski
- 2023: Arturo Ui | Theaterstück | in Zusammenarbeit mit Aufbruch Gefangenentheater, Regie: Peter Atanassow
- 2024: Dreigroschenoper | Theaterstück | in Zusammenarbeit mit Aufbruch Gefangenentheater, Regie: Peter Atanassow
- 2024: In Liebe, Eure Hilde | Kinofilm, Regie: Andreas Dresen